# (5470) Kurtlindstrom
(5470) Kurtlindstrom est un astéroïde de la ceinture principale.

## Description
(5470) Kurtlindstrom est un astéroïde de la ceinture principale. Il fut découvert le 28 janvier 1988 à Siding Spring par Robert H. McNaught. Il présente une orbite caractérisée par un demi-grand axe de 3,20 UA, une excentricité de 0,15 et une inclinaison de 18,3° par rapport à l'écliptique.

## Compléments